# Richard Temple, 1. vikomt Cobham
Richard Temple, 1. vikomt Cobham (Richard Temple, 1st Viscount Cobham, 1st Baron Cobham, 4th Baronet Temple of Stowe) (24. října 1675, Parchim, Německo – 14. září 1749, Stowe House, Anglie) byl britský generál a politik první poloviny 18. století. Proslavil se jako vojevůdce války o španělské dědictví, uplatnil se také v diplomacii. V politice patřil k whigům, v pozdějších letech života byl patronem mladé generace svých příbuzných, pozdějších předních státníků, jeho synovcem byl mimo jiné premiér George Grenville. V armádě nakonec dosáhl hodnosti maršála (1742). Jeho sídlem byl zámek Stowe House, který patří k významným architektonickým památkám 18. století ve Velké Británii.

## Kariéra
Pocházel z venkovské šlechtické rodiny, byl synem dlouholetého poslance Sira Richarda Temple (1634-1697). Studoval v Cambridge, v letech 1697-1702 a 1704-1713 byl členem Dolní sněmovny za stranu whigů. Již v raném mládí bojoval ve službách Viléma Oranžského, poté se zúčastnil devítileté války, rychlého postupu dosáhl za války o španělské dědictví. V roce 1701 byl již podplukovníkem, následovalo povýšení na plukovníka (1704), brigádního generála (1706), generálmajora (1709) a generálporučíka (1710). Pod velením vévody z Marlborough se zúčastnil řady zásadních střetnutí (bitva u Malplaquet). Po smrti královny Anny se podílel na nastolení Jiřího I. na britský trůn, v letech 1714-1715 byl vyslancem ve Vídni.
V roce 1714 byl povýšen na barona Cobhama s členstvím ve Sněmovně lordů, v roce 1716 byl jmenován členem Tajné rady. Zastával též čestné funkce konstábla Windsoru (1716-1723), guvernéra na ostrově Jersey (1723-1749) a lorda-místodržitele v hrabství Buckingham (1728-1738). Ve třicátých letech 18. století zformoval vnitrostranickou opozici proti premiéru Walpolovi kvůli nesouhlasu s vládní finanční politikou. Byl patronem mladé generace whigů, kterou reprezentovali jeho synovci a další příbuzní. Tuto frakci premiér Walpole podceňoval, později z ní ale vzešli přední státníci (George Grenville, Richard Grenville, 2. hrabě Temple, William Pitt, George Lyttelton). V roce 1735 dosáhl hodnosti generála a nakonec byl povýšen na polního maršála (1742).

## Rodinné a majetkové poměry

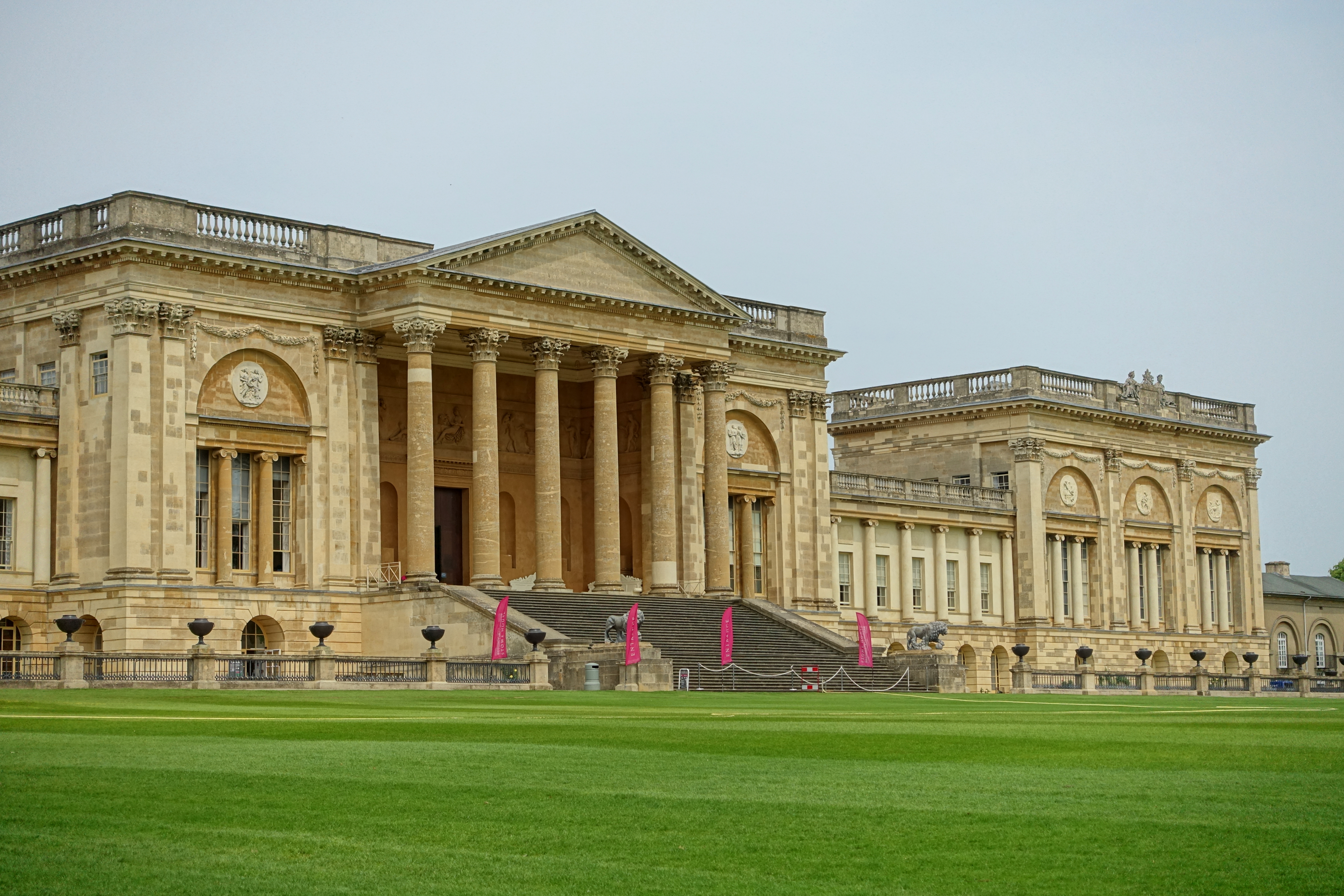
Zámek Stowe House (Buckinghamshire), hlavní sídlo vikomta Cobhama

Hlavním rodovým sídlem byl zámek Stowe House (Buckinghamshire). Panství Stowe měla rodina Temple původně v nájmu (1571), John Temple je pak v roce 1589 koupil do osobního vlastnictví. Původní sídlo bylo přestavěno Sirem Richardem Temple koncem 17. století, jeho syn vikomt Cobham pak v letech 1720-1733 podnikl rozsáhlé rozšíření domu, které signifikantně dávalo najevo tehdejší postavení rodiny. Na projektu se podíleli významní architekti John Vanbrugh a James Gibbs, současná podoba monumentálního zámku však pochází až z doby, kdy již byl ve vlastnictví spřízněné rodiny Grenville.
Jeho manželkou byla Anne Halsey (†1760), která byla dcerou a dědičkou podnikatele a poslance Edwarda Halseye, majitele jednoho z největších londýnských pivovarů. Richard Temple měl jako armádní důstojník a politik jiné zájmy a pivovar od něj odkoupil Ralph Thrale, který jej pak přivedl k nebývalému rozkvětu. Manželství s Anne Halsey zůstalo bez potomstva, titul vikomta Cobhama přešel na spřízněnou rodinu Grenville.
Richardova sestra Hester (1685-1752) zdědila titul vikomtesy Cobham a byla povýšena na hraběnku Temple, tyto tituly pak přešly na jejího syna Richarda (1711-1779), který zároveň zdědil panství Stowe. Po vymření Grenvillů zanikl titul hrabat Temple, titul vikomta Cobham přešel na rodinu Lyttelton. Richardova další sestra Christian (1688-1748) se provdala za Sira Thomase Lytteltona (1677-1751), poslance Dolní sněmovny a ve Walpolově vládě dlouholetého lorda admirality. Jejich potomstvo po vymření Grenvillů zdědilo titul vikomta Cobhama (1889) a užívá jej dodnes (Christopher Charles Lyttelton, 12. vikomt Cobham, *1947).